# Andrzej Szczepaniec
Andrzej Szczepaniec [výsl. přibližně andřej ščepaněc] (* 10. května 1952 Nowy Targ) je bývalý polský hokejový obránce. 

## Hráčská kariéra

### Klubová kariéra
Hrál za Podhale Nowy Targ, GKS Katowice (1975-1980) a ve Švýcarsku za HC Ambrì-Piotta. Je dvojnásobným mistrem Polska.

### Reprezentační kariéra
Polsko reprezentoval na olympijských hrách v roce 1972 a na 2 turnajích mistrovství světa v letech 1973 a 1976. Celkem za polskou reprezentaci nastoupil ve 34 utkáních.